# 瞬間Diamond
「瞬間Diamond」（しゅんかんダイアモンド）は、日本の女性ポップシンガー・横山ルリカの楽曲。
2014年6月18日にCJビクターエンタテインメントからリリースした、通算4枚目のシングル。楽曲は、rihoco (作詞)・石川陽泉 (作曲)の共作。テレビアニメ『テンカイナイト』の主題歌。

## 背景・制作
前作「メガラバ」から、4ヶ月半後にリリースした4thシングル。
2014年3月19日リリースのアルバム『ラピスラズリ』から3ヶ月という、比較的短い間隔でリリースされている。デビュー当初から所属していたビクターエンタテインメント傘下のレーベル「FlyingStar Records」から、同年4月に合弁新設された「CJビクターエンタテインメント」に移り、所属アーティスト第一弾のリリースとなった。
楽曲は、rihoco（作詞）と石川陽泉（作曲）が共作し、音楽プロダクション・ZAZA所属のクリエイター、平賀伸明・木村篤史の両名が編曲を務めた。カップリング曲もZAZAのクリエイター陣が手掛けている。

## リリース
楽曲のシングルCDは、初回限定盤A・B・C、通常盤の全4形態でリリースされ、各初回限定盤にはDVDが付属する。初回限定盤A・B・Cに封入されている各計3種の応募券を、通常盤に封入されているハガキに貼り、締切日までに応募すると抽選で「A賞・プレワンマンライブ」か「B賞・サイン入りB2ポスター」が当選する特典キャンペーンを行っている。また、全形態の初回生産分に「イベント参加券」が封入されている。
カップリング曲
c/w「初めての恋」は、1stアルバム『ラピスラズリ』収録の曲「Re-Start」に続いて、自身の2曲目の作詞である。ほか、全形態にc/w「One in a million」が収録されている。

## プロモーション
楽曲のプロモーションで、下記のメディアに出演した。
TV出演
- NIKKEIプラス1をみてみよう（2014年6月14日、BSジャパン）
- オトナへのトビラTV（2014年6月19日、NHK Eテレ）

ラジオ出演
- Music Line（2014年6月18日、NHK-FM）
- One More Pint!（2014年6月20日、FM NACK5）
- ロッチのだめだめラジオ・天使のお言葉（2014年6月21日、NHKラジオ第1放送）

主催イベント
アルバム発売前の記念イベントが、以下の日時・場所で実施された。
- ｢瞬間Diamond｣発売記念 1分間Diamond（2014年6月8日 渋谷ファーストタワー 10F）
- ｢瞬間Diamond｣リリース前夜 瞬間Message会（2014年6月17日 ベルサール飯田橋駅前 Room1）

## チャート成績
オリコン週間ランキングでは17位。アニメ主題歌であったが、USEN HITアニメランキングでは推薦曲の扱いだったため、チャートの対象外だった。

## ミュージック・ビデオ
リリースに先行して、ビクターエンタテインメントのYouTubeチャンネルで、楽曲のショートバージョンが公開された。
「内なる自分と向き合う」という楽曲の世界観を元に、顔の右半分と左半分とで全く異なる髪型・メイクを施した奇抜なハーフメイクや、万華鏡を覗き込んだ画像の描写などが特徴で、映像は減色され、シュールなセットが施された部屋が舞台の中心となっている。撮影場所は、千駄ヶ谷にあるハウススタジオ「Studio ab,」で行われた。

## ライブ・パフォーマンス
発売イベントも兼ねたミニライブが、下記の日時・場所で実施された。
｢瞬間Diamond｣ 発売記念イベント
- 2014年6月14日 イオンモール高崎 専門店街1Fセントラルコート
- 2014年6月15日 タワーレコード福岡パルコ店 3Fイベントスペース
- 2014年6月18日 池袋サンシャインシティ アルパB1噴水広場
- 2014年6月20日 名古屋・イオンモールナゴヤドーム前 1Fセントラルコート
- 2014年6月21日 大阪・千里セルシー 1Fセルシー広場
- 2014年6月22日 埼玉・越谷イオンレイクタウンkaze 1F翼の広場

ライブイベント
発売記念イベントの合間に開催した、ソロデビュー1周年記念イベントでも楽曲が披露されている。また、上述したA賞「プレワンマンライブ」は、自身初のフルコンサートとなった 。
横山ルリカ ソロデビュー1周年記念イベント
- 2014年6月19日 ヤマハ銀座スタジオ

A賞・プレワンマンライブ
- 2014年9月26日 Shibuya duo MUSIC EXCHANGE

コラボレーション
下記の音楽番組に生出演し、テレビアニメ『テンカイナイト』のキャラクター達とのコラボが実現した。
- おはスタ スーパーライブ（2014年6月20日、テレビ東京系）

## メディアでの使用
楽曲は以下のメディアで使用された。
- テレビ東京系テレビアニメ『テンカイナイト』エンディング主題歌
2014年4月5日の放送開始から、同年6月28日第13話のオンエアまで使用されている。同年2月にリリースした3rdシングルで、テレビアニメ『トリコ』のエンディング主題歌であった「メガラバ」に続き、2作連続でアニメタイアップとなった。

## シングル収録トラック
| #         | タイトル                           | 作詞       | 作曲      | 編曲               | 時間  |
| --------- | ---------------------------------- | ---------- | --------- | ------------------ | ----- |
| 1.        | 「瞬間Diamond」                    | rihoco     | 石川陽泉  | 平賀伸明、木村篤史 | 3:24  |
| 2.        | 「One in a million」               | KOUTAPAI   | KOUTAPAI  | KOUTAPAI           | 4:29  |
| 3.        | 「初めての恋」                     | 横山ルリカ | 平賀伸明  | 木村篤史           | 4:03  |
| 4.        | 「瞬間Diamond」(Instrumental)      |            |           |                    | 3:23  |
| 5.        | 「One in a million」(Instrumental) |            |           |                    | 4:29  |
| 6.        | 「初めての恋」(Instrumental)       |            |           |                    | 4:03  |
| 合計時間: | 合計時間:                          | 合計時間:  | 合計時間: | 合計時間:          | 23:54 |

| #  | タイトル                     | 作詞 | 作曲・編曲 | ディレクター | 時間 |
| -- | ---------------------------- | ---- | ---------- | ------------ | ---- |
| 1. | 「瞬間Diamond」(Music Video) |      |            | 多田卓也     | 3:47 |

| #  | タイトル                      | 作詞 | 作曲・編曲 | 時間  |
| -- | ----------------------------- | ---- | ---------- | ----- |
| 1. | 「瞬間Diamond」(Making Video) |      |            | 11:43 |

| #  | タイトル         | 作詞 | 作曲・編曲 | 時間 |
| -- | ---------------- | ---- | ---------- | ---- |
| 1. | 「ルリカの休日」 |      |            | 7:32 |